# IX Brygada Jazdy
IX Brygada Jazdy – polska wielka jednostka kawalerii początku II RP.
W okresie pokoju stacjonowała w Baranowiczach.

## Dowódcy
- płk Eugeniusz Ślaski
- płk Adolf Mikołaj Waraksiewicz

## Skład
W 1923:
- 25 pułk Ułanów Wielkopolskich
- 26 pułk Ułanów Wielkopolskich im. Hetmana Wielkiego Litewskiego Jana Karola Chodkiewicza
- 27 pułk ułanów im. Króla Stefana Batorego
- 9 dywizjon artylerii konnej